# Tiffani Marinho
Pour les articles homonymes, voir Marinho.
Tiffani Silva Marinho (née le 6 mai 1999 à Araruama) est une athlète brésilienne, spécialiste du 400 mètres.

## Palmarès
| Date | Compétition                    | Lieu      | Résultat | Épreuve         | Temps         |
| ---- | ------------------------------ | --------- | -------- | --------------- | ------------- |
| 2019 | Championnats d'Amérique du Sud | Lima      | 1re      | 400 m           | 52 s 81       |
| 2019 | Championnats d'Amérique du Sud | Lima      | 2e       | 4 x 400 m       | 3 min 35 s 29 |
| 2019 | Championnats du monde          | Doha      | 8e       | 4 x 400 mixte   | 3 min 16 s 22 |
| 2021 | Championnats d'Amérique du Sud | Guayaquil | 1re      | 400 m           | 52 s 65       |
| 2023 | Championnats d'Amérique du Sud | São Paulo | 2e       | 4 x 400 m       | 3 min 31 s 63 |
| 2023 | Jeux panaméricains             | Santiago  | 2e       | 4 x 400 m mixte | 3 min 18 s 55 |
| 2023 | Jeux panaméricains             | Santiago  | 3e       | 4 x 400 m       | 3 min 34 s 80 |